# Rolfstorp
Rolfstorp is een plaats in de gemeente Varberg in het landschap Halland en de provincie Hallands län. De plaats heeft 502 inwoners (2005) en een oppervlakte van 75 hectare.

## Verkeer en vervoer
Bij de plaats loopt de Länsväg 153.